# سيلما (كاليفورنيا)
سيلما (بالإنجليزية: Selma )‏ هي إحدى مدن مقاطعة فريسنو، كاليفورنيا. تم إعطاءها لقب مدينة في 15 مارس، 1893.

## التركيبة السكانية
حدّد مكتب تعداد الولايات المتحدة بيانات التركيبة السكانية لسيلما في تعداد الولايات المتحدة. في ما يلي، التركيبة السكانية حسب تعدادي 2000 و2010.

### تعداد عام 2000
بلغ عدد سكان سيلما 19,444 نسمة بحسب تعداد عام 2000، وبلغ عدد الأسر 5,596 أسرة وعدد العائلات 4,541 عائلة مقيمة في المدينة. في حين سجلت الكثافة السكانية 1,301.5 نسمة لكل كيلومتر مربع (3,370.9/ميل2). وبلغ عدد الوحدات السكنية 5,815 وحدة بمتوسط كثافة قدره 389.2 لكل كيلومتر مربع (1,008.0/ميل2).
وتوزع التركيب العرقي للمدينة بنسبة 43.90% من البيض و0.75% من الأمريكيين الأفارقة و1.56% من الأمريكيين الأصليين و3.18% من الأمريكيين ذوي الأصول الآسيوية و0.03% من سكان جزر المحيط الهادئ و46.09% من الأعراق الأخرى و4.48% من عرقين مختلطين أو أكثر و71.75% من الهسبانيون أو اللاتينيون من أي عرق.
بلغ عدد الأسر 5,596 أسرة كانت نسبة 52.6% منها لديها أطفال تحت سن الثامنة عشر تعيش معهم، وبلغت نسبة الأزواج القاطنين مع بعضهم البعض 57.3% من أصل المجموع الكلي للأسر، ونسبة 17% من الأسر كان لديها معيلات من الإناث دون وجود شريك، بينما كانت نسبة 6.8% من الأسر لديها معيلون من الذكور دون وجود شريكة وكانت نسبة 18.9% من غير العائلات. تألفت نسبة 15.7% من أصل جميع الأسر من عدة أفراد يعيشون في نفس المنزل ونسبة 8.7% كانت تتألف من شخص يعيش بمفرده يبلغ من العمر 65 عاماً أو أكثر. وبلغ متوسط حجم الأسرة المعيشية 3.45، أما متوسط حجم العائلات فبلغ 3.76.
بلغ العمر الوسطي للسكان 28.4 عاماً. وكانت نسبة 33.1% من القاطنين تحت سن الثامنة عشر، وكانت نسبة 11.8% بين الثامنة عشر والرابعة والعشرين عاماً، ونسبة 28.6% كانت واقعةً في الفئة العمرية ما بين الخامسة والعشرين والرابعة والأربعين عاماً، ونسبة 16.2% كانت ما بين الخامسة والأربعين والرابعة والستين، ونسبة 9.7% كانت ضمن فئة الخامسة والستين عاماً فما فوق. يوجد لكل 100 أنثى 101.1 ذكر، ويوجد لكل 100 أنثى في الثامنة عشر من عمرها فما فوق 100.0 ذكر.
بلغ متوسط دخل الأسرة في المدينة 34,713 دولارًا، أما متوسط دخل العائلة فبلغ 36,510 دولارًا. وكان متوسط دخل الذكور 26,966 دولارًا مقابل 22,672 دولارًا للإناث. وسجل دخل الفرد الخاص بالمدينة 12,834 دولارًا. وكانت نسبة 17.4% من العائلات ونسبة 22.7% من السكان تحت خط الفقر، وكان من هؤلاء نسبة 31.3% تحت سن الثامنة عشر ونسبة 10.9% في الخامسة والستين من العمر وما فوق.

### تعداد عام 2010
بلغ عدد سكان سيلما 23,219 نسمة بحسب تعداد عام 2010، وبلغ عدد الأسر 6,416 أسرة وعدد العائلات 5,271 عائلة مقيمة في المدينة. في حين سجلت الكثافة السكانية 1,554.1 نسمة لكل كيلومتر مربع (4,025.1/ميل2). وبلغ عدد الوحدات السكنية 6,813 وحدة بمتوسط كثافة قدره 456 لكل كيلومتر مربع (1,181.0/ميل2).
وتوزع التركيب العرقي للمدينة بنسبة 55.42% من البيض و1.22% من الأمريكيين الأفارقة و2.06% من الأمريكيين الأصليين و4.55% من الأمريكيين ذوي الأصول الآسيوية و0.04% من سكان جزر المحيط الهادئ و32.86% من الأعراق الأخرى و3.84% من عرقين مختلطين أو أكثر و77.58% من الهسبانيون أو اللاتينيون من أي عرق.
بلغ عدد الأسر 6,416 أسرة كانت نسبة 53.2% منها لديها أطفال تحت سن الثامنة عشر تعيش معهم، وبلغت نسبة الأزواج القاطنين مع بعضهم البعض 55.4% من أصل المجموع الكلي للأسر، ونسبة 18% من الأسر كان لديها معيلات من الإناث دون وجود شريك، بينما كانت نسبة 8.7% من الأسر لديها معيلون من الذكور دون وجود شريكة وكانت نسبة 17.8% من غير العائلات. تألفت نسبة 14.6% من أصل جميع الأسر من عدة أفراد يعيشون في نفس المنزل ونسبة 7.5% كانت تتألف من شخص يعيش بمفرده يبلغ من العمر 65 عاماً أو أكثر. وبلغ متوسط حجم الأسرة المعيشية 3.59، أما متوسط حجم العائلات فبلغ 3.89.
بلغ العمر الوسطي للسكان 29.5 عاماً. وكانت نسبة 32.1% من القاطنين تحت سن الثامنة عشر، وكانت نسبة 11.5% بين الثامنة عشر والرابعة والعشرين عاماً، ونسبة 27.2% كانت واقعةً في الفئة العمرية ما بين الخامسة والعشرين والرابعة والأربعين عاماً، ونسبة 19.3% كانت ما بين الخامسة والأربعين والرابعة والستين، ونسبة 9.9% كانت ضمن فئة الخامسة والستين عاماً فما فوق. وتوزع التركيب الجنسي للسكان بنسبة 50.1% ذكور و49.9% إناث.

## أعلام
- دون لانغ
- جيمس ساندرسون
- أندريا دوران
- مات غارزا
- ديفيد ليتل